# Prunus nigra
Prunier noir
Espèce
Classification phylogénétique
Répartition géographique
Prunus nigra, communément appelé le Prunier noir, est une espèce de plantes à fleurs de la famille des Rosaceae. C'est un arbuste fruitier que l'on le trouve en Amérique du Nord.
Le fruit est comestible mais l'amande de son noyau est assez toxique. C'est aussi un arbuste ornemental.